# Козлаю
Козлаю — река в России, протекает по территории Вуктыльского округа в Республике Коми. Устье реки находится в 1095 км по левому берегу реки Печора. Длина реки составляет 24 км, площадь водосборного бассейна 1110 км².
Река образуется слиянием рек Лунвож и Войвож в урочище Верх. Козла в 22 км к северу от города Вуктыл. Река течёт на юго-восток, всё течение проходит по ненаселённой, заболоченной тундре. Притоки — Тыколаёль, Кучпозаёль, Жечъёль (левые); Очъёль (правый). Скорость течения около 0,7 м/с, ширина реки 20-25 метров.

## Этимология гидронима
Козлаю на языке Коми — «еловая река», «река текущая по ельнику». От коз «ель», устаревшего суффикс места ла и ю «река».

## Данные водного реестра
По данным государственного водного реестра России относится к Двинско-Печорскому бассейновому округу, водохозяйственный участок реки — Печора от водомерного поста у посёлка Шердино до впадения реки Уса, речной подбассейн реки — бассейны притоков Печоры до впадения Усы. Речной бассейн реки — Печора.
Код объекта в государственном водном реестре — 03050100212103000061968.